# Аничковы Гривы
Аничковы Гривы — деревня в Дедовичском районе Псковской области России. Входит в состав Шелонской волости.
Расположена на северо-востоке района, в 8 км к северу от районного центра, посёлка Дедовичи, и в 2 км от волостного центра, деревни Дубишно.

## Население
| 2001 | 2002 | 2010 |
| ---- | ---- | ---- |
| 51   | ↘47  | ↘33  |

Численность населения деревни на 2000 год составляла 51 человек.

## История
До апреля 2015 года деревня входила в состав ныне упразднённой Дубишенской волости.